# St. Martin (Oettersdorf)

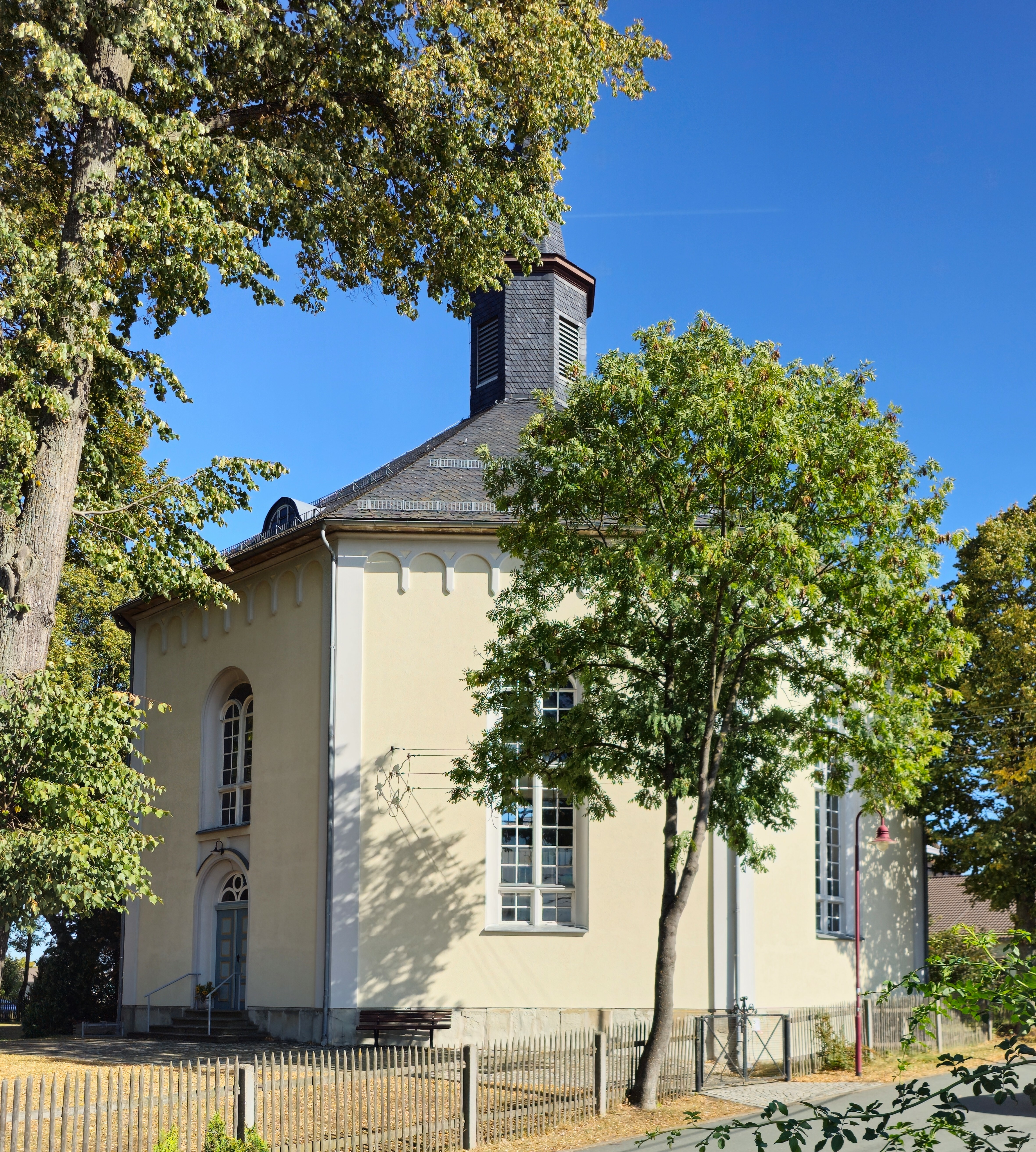
St. Martin

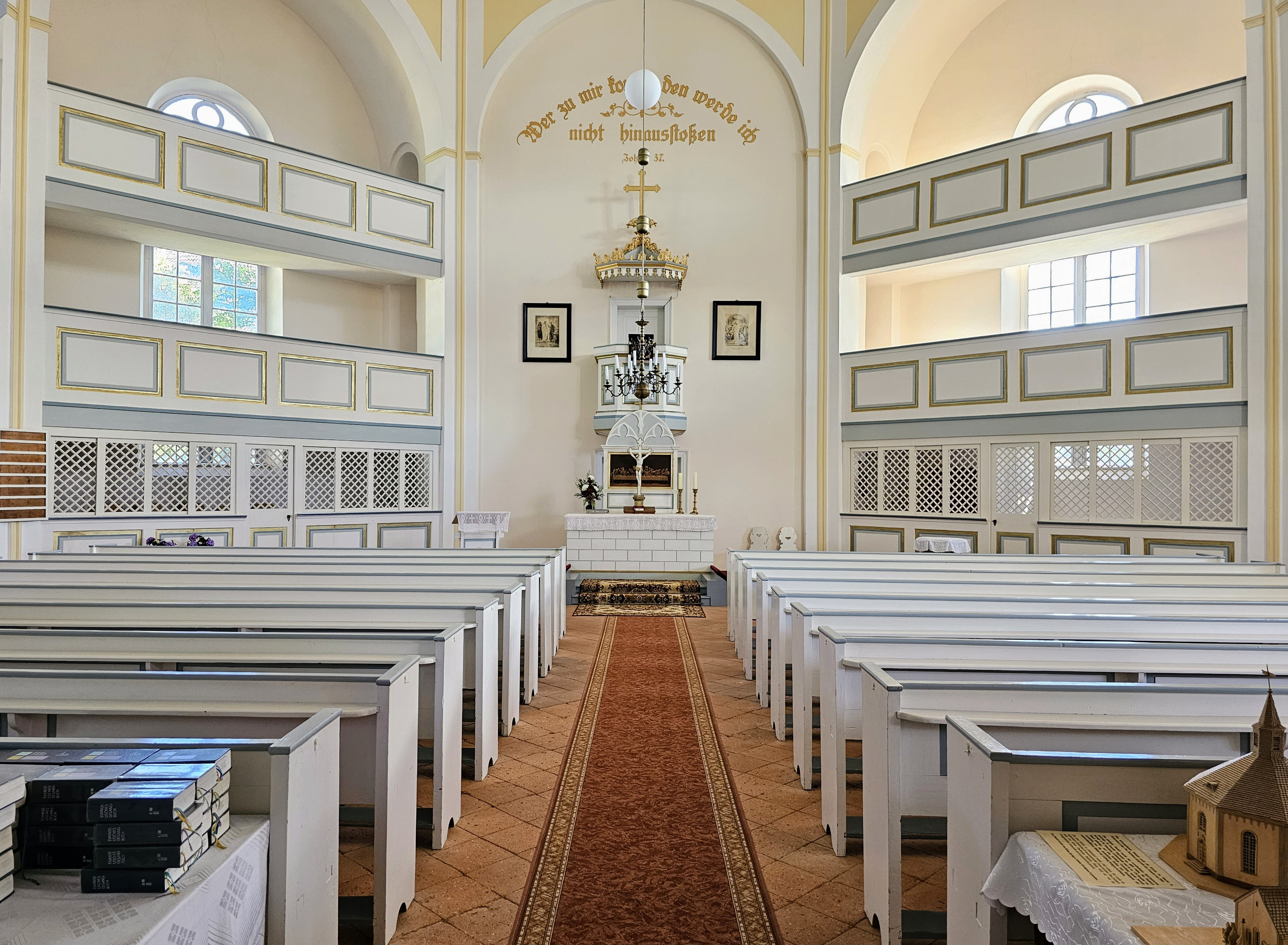
Innenraum

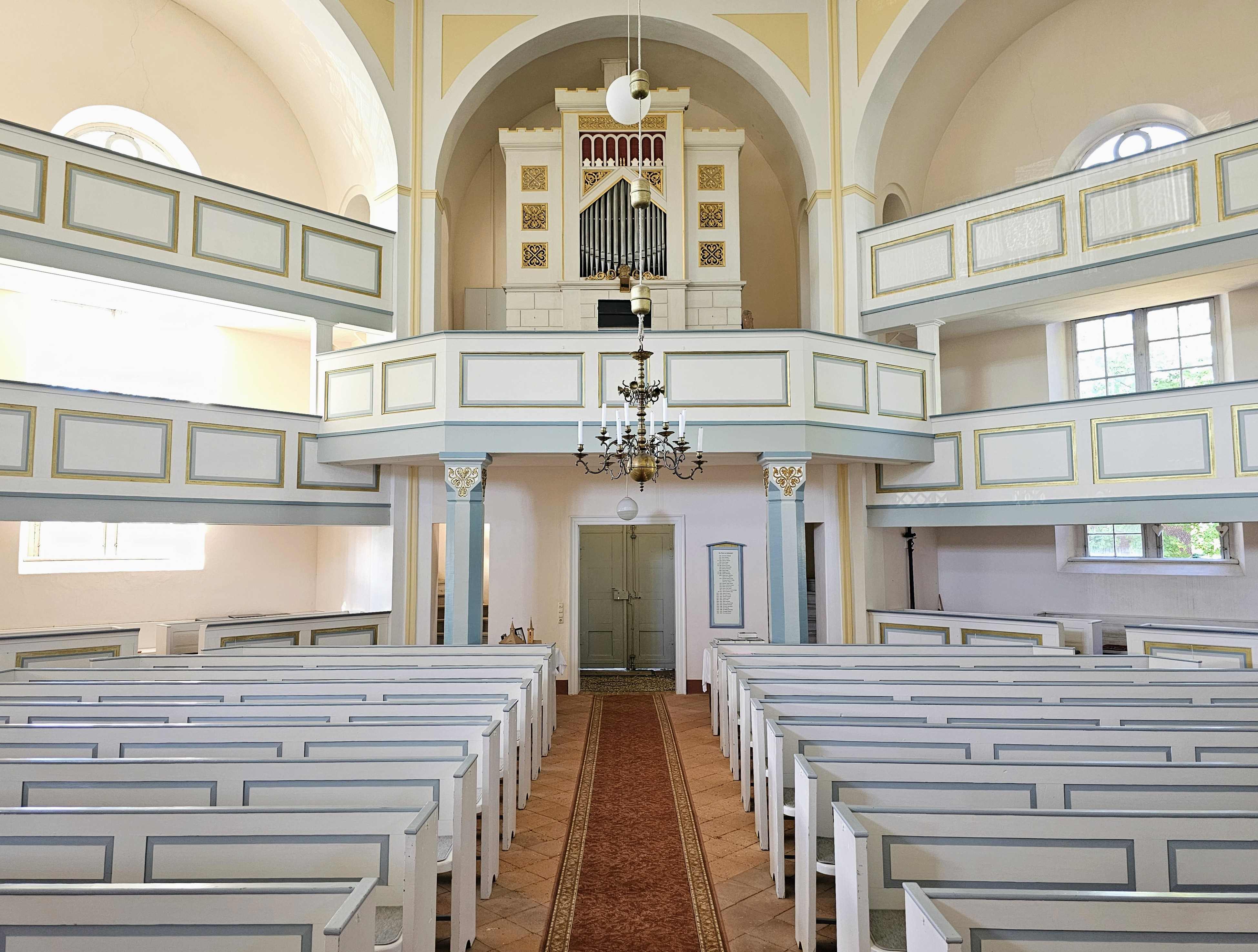
Innenraum, Blick zur Orgel

Die evangelisch-lutherische, denkmalgeschützte Kirche St. Martin steht in Oettersdorf, einer Gemeinde im thüringischen Saale-Orla-Kreis. St. Martin gehört zum Gemeindeteil Holzmühle der Kirchengemeinde Oettersdorf im Pfarrbereich Oettersdorf-Neundorf im Kirchenkreis Schleiz der Evangelischen Kirche in Mitteldeutschland.

## Beschreibung
Der achteckige Zentralbau wurde 1842 gebaut. Der Bau bietet sechshundert Sitzplätze. Er ist mit einem schiefergedeckten Zeltdach bedeckt, aus dem sich ein Dachreiter erhebt. Die Ecken sind mit Lisenen markiert, unter der Dachtraufe befindet sich ein Bogenfries. Hohe Fenster sind nur an sechs Seiten, an den zwei fensterlosen Wänden stehen sich der Kanzelaltar und die Orgel gegenüber. Nur im Sommerhalbjahr und zu Heiligabend werden hier Gottesdienste gehalten. Als Winterkirche dient die Laurentiuskirche. Die Orgel eines unbekannten Erbauers von 1842 mit 11 Registern auf einem Manual und Pedal ist seit ungefähr 2010 stillgelegt. Stattdessen wird eine mit einer Selbstspieleinrichtung ausgestattete elektronische Orgel der Firma Kisselbach verwendet.